# Kurtoe
Kurtoe – gewog w północno-wschodnim Bhutanie, jeden z ośmiu w dystrykcie Lhünce. Zajmuje powierzchnię 1074 km². Jest największym gewogiem w dystrykcie. W 2005 był zamieszkany przez 1005 osób. Gęstość zaludnienia wynosiła 0,9 os./km². Dzieli się na 5 chiwogów, które są trzeciorzędnymi jednostkami podziału administracyjnego Bhutanu i pełnią funkcję obwodów wyborczych: Chagdzom Chhusa, Dungkar, Jasabi Ugyenphoog, Tabi i Tangroong Wawel.

## Położenie
Jednostka położona jest w północnej części dystryktu. Jej północna granica jest jednocześnie granicą Bhutanu z Chinami, wschodnia natomiast jest granicą dystryktu Lhünce z dystryktem Bumtʽang. Sąsiaduje z czterema gewogami:
- Chhoekhor na zachodzie,
- Tang i Gangzur na południu,
- Khoma na wschodzie.

## Demografia
Według bhutańskiego National Statistics Bureau struktura płciowa w 2005 kształtowała się następująco: 50,9% ludności stanowili mężczyźni, przy 49,1% kobiet. Mieszkańcy gewogu reprezentowali 6,5% całkowitej populacji dystryktu.